# Jalen Pitre
Jalen Pitre (geboren am 3. Juni 1999 in Stafford, Texas) ist ein US-amerikanischer American-Football-Spieler auf der Position des Safeties. Er spielte College Football für die Baylor University. Im NFL Draft 2022 wurde Pitre in der zweiten Runde von den Houston Texans ausgewählt.

## College
Pitre besuchte die Highschool in seiner Heimatstadt Stafford, Texas, und spielte erfolgreich für das dortige Highschoolfootballteam. Ab 2017 ging er auf die Baylor University, um College Football für die Baylor Bears zu spielen. Bei den Bears spielte er von Beginn an eine größere Rolle, da nach einem Skandal um sexuelle Übergriffe an der Baylor University, in dessen Verlauf unter anderem der Head Coach des Footballteams entlassen wurde, alle Spieler aus dem Highschool-Abschlussjahrgang 2016 außer Pitre, die ursprünglich für Baylor spielen wollten, sich für andere Universitäten entschieden hatten. Als Freshman war Pitre daher in acht von zwölf Spielen Starter. In den folgenden beiden Jahren spielte er weniger, 2019 kam er nur in vier Spielen zum Einsatz und ließ sich die Saison als Redshirtjahr anrechnen. In der aufgrund der COVID-19-Pandemie verkürzten Saison 2020 stand Pitre in allen neun Spielen von Beginn an auf dem Feld. Nachdem er am College ursprünglich vorrangig als Linebacker gespielt hatte, wurde Pitre ab 2020 in einer Linebacker-Safety-Hybridrolle eingesetzt. Er führte sein Team 2020 mit 60 erzielten Tackles, davon 13 für Raumverlust, jeweils an und fing zwei Interceptions, die er jeweils zu Touchdowns in die gegnerische Endzone zurücktragen konnte. Er wurde in das All-Star-Team der Big 12 Conference gewählt, ebenso wie in der Saison 2021, in der er zudem als Defensive Player of the Year in der Big 12 ausgezeichnet wurde. Mit 17,5 Tackles für Raumverlust führte er die Big 12 Conference in dieser Saison an, ihm gelangen zwei Interceptions, sieben verhinderte Pässe, 2,5 Sacks sowie drei erzwungene und drei eroberte Fumbles. Er war einer der Finalisten für den Jim Thorpe Award und wurde zum Consensus All-American gewählt.

## NFL
Pitre wurde im NFL Draft 2022 in der zweiten Runde an 37. Stelle von den Houston Texans, deren Stadion lediglich rund 20 Minuten von Pitres Elternhaus entfernt liegt, ausgewählt. Bei den Texans war er von Beginn an Stammspieler. Am dritten Spieltag verzeichnete Pitre bei der 20:23-Niederlage gegen die Chicago Bears acht Tackles, davon zwei für Raumverlust sowie einen Sack, zudem fing er zwei Interceptions. Mit 147 Tackles und fünf Interceptions führte Pitre sein Team in seiner ersten NFL-Saison in beiden Statistiken an, zudem verhinderte er acht Pässe.

### NFL-Statistiken
| Saison                             | Saison | Spiele | Spiele      | Tackles | Tackles | Tackles | Tackles | Interceptions | Interceptions | Interceptions | Interceptions | Interceptions | Fumbles | Fumbles | Fumbles |
| Jahr                               | Team   | Spiele | als Starter | Gesamt  | Solo    | Ast     | Sacks   | PD            | INT           | Yds           | Lng           | TD            | FF      | FR      | TD      |
| ---------------------------------- | ------ | ------ | ----------- | ------- | ------- | ------- | ------- | ------------- | ------------- | ------------- | ------------- | ------------- | ------- | ------- | ------- |
| 2022                               | HOU    | 17     | 17          | 147     | 99      | 48      | 1,0     | 8             | 5             | 57            | 29            | 0             | 0       | 1       | 0       |
| 2023                               | HOU    | 15     | 15          | 84      | 58      | 26      | 0,0     | 5             | 0             | 0             | 0             | 0             | 1       | 1       | 0       |
| 2024                               | HOU    | 12     | 12          | 65      | 44      | 21      | 0,0     | 8             | 1             | 10            | 10            | 0             | 1       | 0       | 0       |
| Gesamt                             | Gesamt | 44     | 44          | 296     | 201     | 95      | 1,0     | 21            | 6             | 67            | 29            | 0             | 1       | 2       | 0       |
| Quelle: pro-football-reference.com |        |        |             |         |         |         |         |               |               |               |               |               |         |         |         |